# Englische Cricket-Nationalmannschaft in Pakistan in der Saison 2024/25
Die Tour der englischen Cricket-Nationalmannschaft nach Pakistan in der Saison 2024/25 fand vom 7. bis 26. Oktober 2024 statt. Die internationale Cricket-Tour war Bestandteil der Internationalen Cricket-Saison 2024/25 und umfasste drei Tests. Die Tests waren Bestandteil der ICC World Test Championship 2023–2025. Pakistan gewann die Serie mit 2−1.

## Vorgeschichte
Für beide Teams war es die erste Tour der Saison. Das letzte Aufeinandertreffen der beiden Mannschaften bei einer Tour fand in der Saison 2024 in England statt.

## Stadien
Die folgenden Stadien wurden für die Tour als Austragungsort vorgesehen. Aufgrund der im Februar anstehenden ICC Champions Trophy 2025 wurden zahlreiche Stadien in Pakistan renoviert, so dass erwogen wurde Teile der Tour in die vereinigte Arabische Emirate zu verlegen. Am 8. September 2024 wurde bestätigt, dass die Tour vollständig in Pakistan stattfinden würde.
| Stadion                    | Stadt      | Kapazität | Spiele       |
| -------------------------- | ---------- | --------- | ------------ |
| Multan Cricket Stadium     | Multan     | 30.000    | 1. & 2. Test |
| Rawalpindi Cricket Stadium | Rawalpindi | 25.000    | 3. Test      |

## Kaderlisten
England benannte seinen Kader am 10. September 2024.
Pakistan benannte seinen Kader am 24. September 2024.
| Test | Test |
| Pakistan | England |
| --- | --- |
| - Shan Masood (K) - Saud Shakeel (VK) - Aamir Jamal - Abdullah Shafique - Abrar Ahmed - Haseebullah Khan (wk) - Babar Azam - Kamran Ghulam - Mehran Mumtaz - Mir Hamza - Mohammad Ali - Mohammad Huraira - Mohammad Rizwan (wk) - Naseem Shah - Noman Ali - Saim Ayub - Sajid Khan - Salman Ali Agha - Sarfaraz Ahmed (wk) - Shaheen Afridi - Zahid Mahmood | - Ben Stokes (K) - Ollie Pope (VK) - Rehan Ahmed - Gus Atkinson - Shoaib Bashir - Harry Brook - Brydon Carse - Jordan Cox (wk) - Zak Crawley - Ben Duckett - Josh Hull - Jack Leach - Matthew Potts - Joe Root - Jamie Smith (wk) - Olly Stone - Chris Woakes |

## Tests

### Erster Test in Multan
| 7. – 11. Oktober Scorecard | Multan (MCS) | Pakistan 556 (149) & 220 (54.5)               | – | England 823-7d (150) |
|                            |              | England gewinnt mit einem Innings und 47 Runs |   |                      |

Pakistan gewann den Münzwurf und entschied sich als Schlagmannschaft zu beginnen. Für sie formte der Eröffnungs-Batter Abdullah Shafique eine Partnerschaft mit dem dritten Schlagmann Shan Masood. Shafique erreichte ein Century über 102 Runs aus 184 Bällen und Masood schied kurz darauf nach einem Century über 151 Runs aus 177 Bällen. Daraufhin bildeten Babar Azam und Saud Shakeel eine weitere Partnerschaft. Azam gelangen 30 Runs, woraufhin Naseem Shah aufs Feld kam und der Tag beim Stand von 328/4 endete. Am zweiten Tag schied Shah nach 33 Runs aus und wurde gefolgt durch Salman Ali Agha. Shakeel verlor sein Wicket nach einem Fifty über 82 Runs und nachdem der hineinkommende Shaheen Afridi erzielen konnte, beendete Agha das Innings mit einem Century über 104* Runs aus 119 Bälle als 556 Runs erzielt wurden. Bester englischer Bowler war Jack Leach mit 3 Wickets für 160 Runs. Für England bildeten der Eröffnungs-Batter Zak Crawley und der dritte Schlagmann Joe Root eine Partnerschaft, die zusammen den Tag beim Stand von 96/1 beendeten. Am dritten Spieltag verlor Crawley sein Wicket nach einem Fifty über 78 Runs und nachdem der hineinkommende Ben Duckett ein Fifty über 84 Runs erzielt hatte, folgte ihm Harry Brook auf Feld. Root und Brook beendeten den Tag beim Stand von 492/3. Am vierten Tag schied Root nach einem Double-Century über 262 Runs auf 275 Bällen aus, womit die Partnerschaft nach 454 Runs endete, was die höchste Partnerschaft für das vierte Wicket in der Test-Geschichte war. Jamie Smith konnte daraufhin 31 Runs erzielen und es folgte Chris Woakes. Brook verlor sein Wicket nach einem Tripple-Century über 317 Runs aus 322 Bällen aus. Daraufhin deklarierte England sein Wicket als Woakes bei 17* Runs stand und der Vorsprung gegenüber Pakistan auf 267 Runs angewachsen war. Beste pakistanische Bowler waren Saim Ayub mit 2 Wickets für 101 Runs und Naseem Shah mit 2 Wickets für 157 Runs. Für Pakistan formten Eröffnungs-Batter Saim Ayub zusammen mit dem dritten Schlagmann Shan Masood eine Partnerschaft. Masood erreichte 11 Runs und Ayub 25 Runs. Daraufhin folgten Saud Shakeel und Mohammad Rizwan. Rizwan erzielte 10 Runs und wurde durch Salman Ali Agha ersetzt. Shakeel erreichte 29 Runs und wurde durch Aamer Jamal ersetzt, der zusammen mit Agha den tag beim Stand von 152/6. Am fünften Tag schied Agha nach einem Fifty über 63 Runs aus und Shaheen Afridi erzielte 10 Runs. Da Abrar Ahmed verletzt war, endete das Innings nach dem neunten Wicket mit einer Innings-Niederlage. Jamal stand zu diesem Zeitpunkt bei einem Fifty über 55* Runs. Bester englischer Bowler war Jack Leach mit 4 Wickets für 30 Runs. Als Spieler des Spiels wurde Harry Brook ausgezeichnet.

### Zweiter Test in Multan
| 15. – 19. Oktober Scorecard | Multan (MCS) | Pakistan 366 (123.3) & 221 (59.2) | – | England 291 (67.2) & 144 (33.3) |
|                             |              | Pakistan gewinnt mit 152 Runs     |   |                                 |

Pakistan gewann den Münzwurf und entschied sich als Schlagmannschaft zu beginnen. Für sie formte Eröffnungs-Batter Saim Ayub mit dem vierten Schlagmann Kamran Ghulam eine Partnerschaft. Ayub gelang ein Fifty über 77 Runs und wurde gefolgt durch Mohammad Rizwan. Ghulam schied nach einem Century über 118 Runs aus 224 Bällen aus und als Salman Agha ins Spiel kam, endete der Tag beim Stand von 259/5. Am zweiten Tag erreichte Rizwan 41 Runs und wurde durch Aamer Jamal ersetzt. Agha folgte mit 31 Runs und nachdem Agha nach 37 Runs ausschied, verlor Noman Ali das letzte Wicket des Innings nach 32 Runs. Damit wurde das Ergebnis des ersten innings auf 366 Runs erhöht. Beste englische Bowler waren Jack Leach mit 4 Wickets für 114 Runs und Brydon Carse mit 3 Wickets für 50 Runs. Für England formten die Eröffnungs-Batter Zak Crawley und Ben Duckett eine Partnerschaft. Crawley erreichte 27 Runs und der ihm folgende Ollie Pope 29 und Joe Root 34 Runs. Daraufhin schied auch Duckett nach einem Century über 114 Runs aus 37 Bällen aus. Ihm folgte Jamie Smith der den Tag beim Stand von 239/6 beendete. Am dritten Spieltag schied Smith nach 21 Runs aus und bis zum Ende des Innings gelangen Jack Leach 25* Runs. Damit endete das erste Innings mit einem Rückstand von 75 Runs. Die pakistanischen Wickets erzielte Sajid Khan mit 7 Wickets für 111 Runs und Noman Ali mit 3 Wickets für 101 Runs. Für sie formte Eröffnungs-Batter Saim Ayub mit dem dritten Schlagmann Shan Masood eine Partnerschaft. Masood erzielte 11 Runs, woraufhin Kamran Ghulam aufs Feld kam. Ayub schied nach 22 Runs aus und wurde gefolgt durch Saud Shakeel. Nachdem Ghulam nach 26 Runs ausgeschieden war, konnte Mohammad Rizwan 23 Runs erzielen und wurde durch Salman Agha gefolgt. Shakeel konnte 31 Runs erzielen und wurde durch Sajid Khan ersetzt. Agha verlor sein Wicket nach einem Fifty über 63 Runs und Khan schied mit dem letzten Wicket des Innings nach 22 Runs aus, womit er die Vorgabe für England auf 297 Runs erhöhte. Beste englische Bowler waren Shoaib Bashir mit 4 Wickets für 66 Runs und Jack Leach mit 3 Wickets für 67 Runs. England verlor früh seine Eröffnungs-Batter, woraufhin Ollie Pope und Joe Root den Tag beim Stand von 36/2 beendeten. Am vierten Tag schied Pope nach 22 Runs aus und wurde durch Harry Brook gefolgt. Root gelangen 18 Runs und nachdem Ben Stokes ins Spiel kam, schied auch Brook nach 16 Runs aus. Stokes fand mit Brydon Carse einen weiteren Partner, bevor er nach 37 Runs sein Wicket verlor. Carse schied in der Folge nach 27 Runs aus, woraufhin kurz darauf das Spiel mit einer Niederlage für England endete. Bester pakistanischer Bowler war Noman Ali mit 8 Wickets für 46 Runs. Als Spieler des Spiels wurde Sajid Khan ausgezeichnet.

### Dritter Test in Rawalpindi
| 24. – 28. Oktober Scorecard | Rawalpindi | England 267 (68.2) & 112 (37.2) | – | Pakistan 344 (96.4) & 37-1 (3.1) |
|                             |            | Pakistan gewinnt mit 9 Wickets  |   |                                  |

England gewann den Münzwurf und entschied sich als Schlagmannschaft zu beginnen. Für sie formten die Eröffnungs-Batter Zak Crawley und Ben Duckett eine Partnerschaft. Crawley erreichte 29 Runs und Duckett schied nach einem Fifty über 52 Runs aus. Daraufhin formten Ben Stokes und Jamie Smith eine weitere Partnerschaft. Stokes erreichte 12 Runs und der hineinkommende Gus Atkinson 39 Runs. Smith gelang ein Fifty über 89 Runs, bevor Jack Leach das letzte Wicket des Innings nach 16 Runs verlor. Beste pakistanische Bowler waren Sajid Khan mit 6 Wickets für 128 Runs und Noman Ali mit 3 Wickets für 88 Runs. Für Pakistan eröffneten Abdullah Shafique und Saim Ayub. Shafique erreichte 14 Runs, woraufhin Shan Masood aufs Feld kam. Ayub konnte 19 Run erzielen und nachdem Saud Shakeel aufs Feld gekommen war, endete der Tag beim Stand von 73/3. Am zweiten Spieltag schied Masood nach 26 Runs aus und der ihm folgende Mohammad Rizwan erzielte 25, Aamir Jamal 14 und Noman Ali 45 Runs. Daraufhin schied Shakeel nach einem Century über 134 Runs aus 223 Bällen aus und Sajid Khan konnte 48* Runs erzielen bis das letzte Wicket fiel. Damit erhöhte er den Vorsprung nach dem ersten Innings auf 77 Runs. Beste englische Bowler waren Rehan Ahmed mit 4 Wickets für 66 Runs und Shoaib Bashir mit 3 Wickets für 129 Runs. Für England erzielte in ihrem zweiten Innings Eröffnungs-Batter Ben Duckett 12 Runs. In der Folge formten Joe Root und Harry Brook eine Partnerschaft die beim Stand von 24/3 den Tag beendeten. Am dritten Tag schied Brook nach 26 Runs aus und als Gus Atkinson aufs Feld kam, verlor auch Root sein Wicket nach 33 Runs. Atkinson erzielte daraufhin 10 Runs und Jack Leach verlor ebenfalls nach 10 Runs das letzte Wicket des Innings. Damit stellten sie Pakistan eine Vorgabe von 36 Runs. Beste pakistanische Bowler waren Noman Ali mit 6 Wickets für 42 Runs und Sajid Khan mit 4 Wickets für 69 Runs. Für Pakistan konnte dann Shan Masood mit 23* Runs die Vorgabe im vierten Over einholen. Das englische Wicket erzielte Jack Leach. Als Spieler des Spiels wurde Saud Shakeel ausgezeichnet.

## Auszeichnungen

### Player of the Series
Als Player of the Series wurden der folgende Spieler ausgezeichnet.
| Serie | Player of the Series |
| ----- | -------------------- |
| Test  | Sajid Khan           |

### Player of the Match
Als Player of the Match wurden die folgenden Spielerinnen ausgezeichnet.
| Spiel   | Player of the Match |
| ------- | ------------------- |
| 1. Test | Harry Brook         |
| 2. Test | Sajid Khan          |
| 3. Test | Saud Shakeel        |

## Statistiken
Die folgenden Cricketstatistiken wurden bei dieser Tour erzielt.
| Tests         | Tests      | Tests   | Tests   | Tests   | Tests   | Tests   | Tests   | Tests   |
| Batting       | Batting    | Batting | Batting | Batting | Batting | Batting | Batting | Batting |
| Spieler       | Mannschaft | Spiele  | Innings | Runs    | Average | HS      | 100s    | 50s     |
| ------------- | ---------- | ------- | ------- | ------- | ------- | ------- | ------- | ------- |
| Harry Brook   | England    | 3       | 5       | 373     | 74,60   | 317     | 1       | 0       |
| Joe Root      | England    | 3       | 5       | 352     | 70,40   | 262     | 1       | 0       |
| Saud Shakeel  | Pakistan   | 3       | 5       | 280     | 56,00   | 134     | 1       | 1       |
| Ben Duckett   | England    | 3       | 5       | 262     | 52,40   | 114     | 1       | 2       |
| Agha Salman   | Pakistan   | 3       | 5       | 262     | 65,50   | 104*    | 1       | 2       |
| Bowling       |            |         |         |         |         |         |         |         |
| Spieler       | Mannschaft | Spiele  | Overs   | Wickets | Average | BBI     | 5W      | 10W     |
| Norman Ali    | Pakistan   | 2       | 90.5    | 20      | 13,85   | 8/46    | 2       | 1       |
| Sajid Khan    | Pakistan   | 2       | 90.4    | 19      | 21,10   | 7/111   | 2       | 1       |
| Jack Leach    | England    | 3       | 135.2   | 16      | 31,43   | 4/30    | 0       | 0       |
| Brydon Carse  | England    | 2       | 67.0    | 9       | 24,33   | 3/50    | 0       | 0       |
| Shoaib Bashir | England    | 3       | 119.1   | 9       | 49,55   | 4/66    | 0       | 0       |